# پل جی. کرک
پل جی. کرک (به انگلیسی: Paul G. Kirk) سناتور سابق عضو حزب دموکرات ایالات متحده آمریکا بود. وی در سال ۲۰۰۹ تا ۲۰۱۰ میلادی سناتور ایالت ماساچوست در سنای ایالات متحده آمریکا بود.